# Windows Update
Windows Update (transkr. Windows apdejt — „Windows ažuriranje”; poznat i pod skraćenicom WU) servis je koji pruža Microsoft i koristi se za ažuriranje delova Windows sistema. Takođe se može koristiti izraz Microsoft Update koji pruža ažuriranja za ostale Microsoftove proizvode kao što su Microsoft Office, Windows Live Essentials i Microsoft Expression Studio. Klijent Windows Update obično nabavlja ažuriranja preko interneta, ali Microsoft pruža mogućnost instaliranja ažuriranja na računare koji nemaju internetsku vezu i postoje razne alternativne metode za instaliranje ažuriranja.
Servis pruža različite vrste ažuriranja. Sigurnosna ažuriranja ili kritična ažuriranja štite sistem protiv ranivosti od zlonamernog softvera (eng. malware) i sigurnosnih rupa (eng. exploit). Ostala ažuriranja popravljaju greške nevezane za sigurnost ili poboljšavaju funkcionalnost.
Microsoft redovno objavljuje sigurnosna ažuriranja svakog drugog utorka u mesecu (poznato kao Patch Tuesday) ali može obezbediti ažuriranja vanredno kako bi popravili sigurnosne rupe koje bi mogle uticati na Windows korisnike. Administratori sistema mogu postaviti Windows Update da instalira kritična ažuriranja automatski pod pretpostavkom da je računar povezan na internet bez toga da ih korisnik mora instalirati ručno ili u nekim slučajevima korisnik neće biti ni svestan da je ažuriranje potrebno.
Windows Vista i noviji operativni sistemi pružaju opcije u kontrolnoj tabli sistema u kojoj korisnici mogu podesiti podešavanja ažuriranja ili mogu ručno provjeriti ima li novih. Za ranije verzije sistema (npr. Windows XP), korisnici su mogli instalirati ažuriranja putem Windows Update veb stranice koristeći Internet Explorer veb pregledač.